# SP-340
La SP-340 è un'autostrada brasiliana che unisce la città di Campinas, nello stato di San Paolo, con lo stato del Minas Gerais.